# Nuray Lale
Pour les articles homonymes, voir Lale.
 (octobre 2012).
Nuray Lale (Akcurun, 28 mars 1962) est une femme de lettres turco-allemande.  
Elle est arrivée en Allemagne grâce au regroupement familial et a étudié les sciences de la santé à l'Université de Bielefeld, avec un troisième degré en psychopédagogie à l'Université de Düsseldorf.

## Œuvres
- Düş sarayim (2004)
- Şirin Aydın: Içimde ufuklar / Horizonte in mir (Deutsche Übertragung, 2004)